# Amelora camptodes
Amelora camptodes là một loài bướm đêm trong họ Geometridae.